# Costache Conachi
Costache Conachi (Tutova, 1777 – 1849) è stato un poeta rumeno.

## Biografia
Abile oratore, fu più volte candidato invano al trono di Moldavia. Si ispirò ad un modello sensuale di stampo anacreontico, che lo portò ad essere uno dei più grandi poeti nella Romania di fine Settecento.
Costache fu Cancellier Grande.
Una figlia, Caterina (1831-1870), fu la prima moglie di Emanuele Ruspoli.